# Genetik des Hauskaninchens
Die Genetik des Hauskaninchens im Sinne der Zucht von Rassekaninchen beschäftigt sich vor allem mit der Vererbung äußerer, rassetypischer Merkmale, besonders der Fellfarbe, der Haarlänge und Haarstruktur sowie der Körpergröße des Hauskaninchens.
Die Vererbung dieser Merkmale wurde vor der Entdeckung der Struktur der DNA durch Zuchtexperimente untersucht. Die entsprechende Nomenklatur stammt aus jener Zeit, wird aber, da praktisch gut handhabbar, von Züchtern und in der entsprechenden Fachliteratur noch immer in dieser Form benutzt.

## Die Erbsymbole und Erbformeln
Bedingt durch die Arbeiten von Nachtsheim, der entsprechende Untersuchungen in den dreißiger Jahren in Deutschland durchführte, wird in Deutschland eine vom internationalen Gebrauch abweichende Bezeichnung der so genannten Erbfaktoren verwendet. Die internationale (englische) Nomenklatur hat sich in Deutschland nicht durchgesetzt, obwohl ihre Verwendung auch im Hinblick auf die Vergleichbarkeit mit anderen Tierarten von Vorteil wäre. In diesem Artikel wird ebenfalls die deutsche Nomenklatur benutzt, die internationale parallel dazu angegeben. Bei anderen Tierarten (Katzen, Hunde, Farbmaus etc.) werden homologe Mutationen beobachtet, dort wird in aller Regel die englische Nomenklatur verwendet.
Die verschiedenen für die Fellfärbung verantwortlichen Gene werden mit Buchstaben gekennzeichnet, wobei dominante Allele mit Groß-, rezessive Allele mit Kleinbuchstaben gekennzeichnet werden (siehe dazu auch mendelsche Regeln). Der Genotyp des betreffenden Tieres wird in der Regel in Form eines Bruches angegeben, dabei stehen die von der Mutter vererbten Genvarianten im Zähler, die vom Vater vererbten im Nenner. Durch Vergleich der Dominanz der einzelnen Allele kann, bekannter Genotyp der Elterntiere vorausgesetzt, die Fellfarbe und Haarstruktur vorausgesagt werden. Aus Gründen der Übersichtlichkeit wird die Bruchschreibweise hier nur benutzt, wenn Spalterbigkeit angegeben werden soll, wenn nicht anders vermerkt, wird nach dem Schrägstrich das englische Symbol genannt.

## Färbung des Wildkaninchens

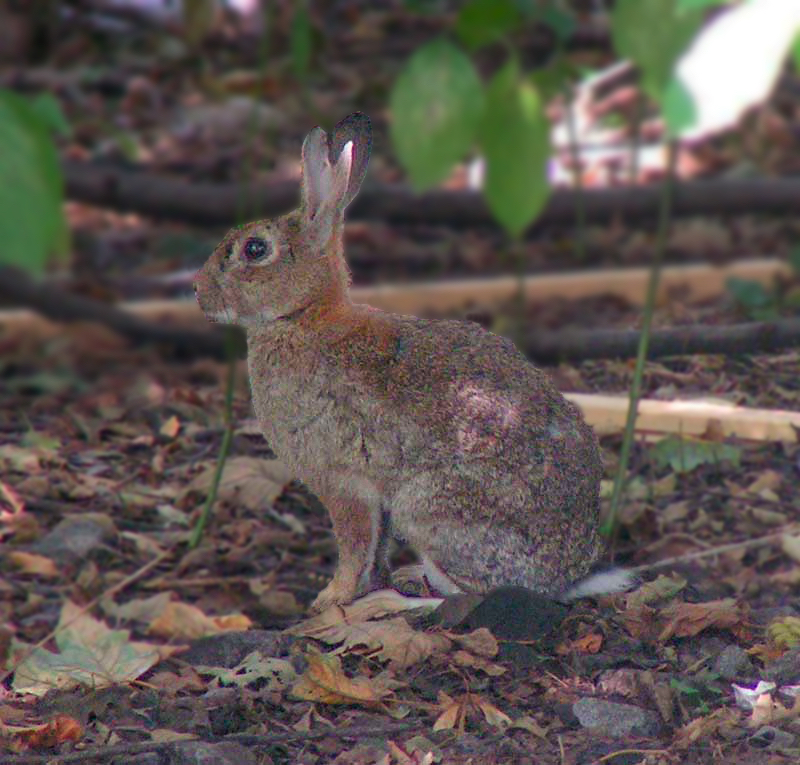
Wildkaninchen

Die Färbung des Kaninchenfells wird bestimmt durch drei Farbzonen, die beim Hineinblasen in ein entsprechend gefärbtes Kaninchenfell als Unter-, Zwischen- und Deckfarbe sichtbar werden. Die unterschiedliche Färbung der Hauskaninchen wird dadurch bestimmt, ob diese Zonierung überhaupt ausgebildet wird und welche Pigmente in den einzelnen Zonen vorhanden sind.
Beim Wildkaninchen bzw. wildfarbigen Hauskaninchen findet man eine dunkelblaue Unterfarbe und eine gelbbräunliche Zwischenfarbe. Schwarze, braune und gelbe Haarspitzen bilden die Deckfarbe. Die Bauchunterseite und die Unterseite der Blume sind hell mit blauer Bauchunterfarbe, die Ohren sind durch einen dunklen Rand eingefasst (Wildfarbigkeitsabzeichen). Der Färbung des Wildkaninchens entsprechen die grauen Kaninchenrassen (z. B. Grauer Riese, Grauer Wiener im hasengrauen Farbenschlag).

## Vererbung der Fellfarbe
| Merkmal                                                                   | Deutsches Symbol | Internationales Symbol |
| ------------------------------------------------------------------------- | ---------------- | ---------------------- |
| Ausbildung des Pigmentes (Vorhandensein von Tyrosinase)                   |                  |                        |
| volle Ausbildung der Pigmentierung                                        | A                | C                      |
| Dunkelchinchilla                                                          | ad               | cch3                   |
| Chinchilla                                                                | achi             | cch2                   |
| Marder                                                                    | am               | cch1                   |
| Russe                                                                     | an               | ch                     |
| Albino                                                                    | a                | c                      |
| Ausprägung von Schwarz                                                    |                  |                        |
| dunkeleisengrau                                                           | Bee              | Ed                     |
| eisengrau                                                                 | Be               | Es                     |
| schwarz (normale Ausprägung)                                              | B                | E                      |
| Japaner                                                                   | bj               | ej                     |
| gelb                                                                      | b                | e                      |
| Schwarz (Pigmentierung)                                                   |                  |                        |
| normale Ausprägung                                                        | C                | B                      |
| braun                                                                     | c                | b                      |
| Verdünnungsfaktor                                                         |                  |                        |
| normale Pigmentdichte                                                     | D                | D                      |
| verminderte Pigmentdichte                                                 | d                | d                      |
| Wildfarbigkeitsfaktor (Agouti)                                            |                  |                        |
| wildfarbig (normale Farbzonenbildung im Haar)                             | G                | A                      |
| lohfarbig (Abzeichenerhaltung)                                            | go               | at                     |
| nicht wildfarbig (einfarbig, Zonenbildung des Haares komplett aufgehoben) | g                | a                      |
| Silberung                                                                 |                  |                        |
| nicht gesilbert                                                           | p                | Si                     |
| gesilbert                                                                 | P1…3             | si                     |
| Scheckung                                                                 |                  |                        |
| Nichtscheckung (Punkt)                                                    | k                | enen                   |
| Punktscheckung                                                            | K                | EnEn…Enen              |
| Nichtscheckung (Plattenscheckung)                                         | S                | Du                     |
| Plattenscheckung (Holländerkaninchen)                                     | s1…3             | dud…duw                |
| Pigmentierung                                                             |                  |                        |
| volle Pigmentierung                                                       | X                | V…Vv                   |
| Leuzismus (weiß)                                                          | x                | v                      |
| Breite der Zwischenfarbe (Band)                                           |                  |                        |
| normales Band                                                             | W                | W                      |
| weites Band                                                               | w                | w                      |
| Gelb                                                                      |                  |                        |
| normales Gelb                                                             | y                | kein Symbol vorhanden  |
| Gelbverstärker                                                            | Y                | kein Symbol vorhanden  |
| Lutinofaktor (red eye dilution)                                           |                  |                        |
| Wildtyp                                                                   | Lu (?)           | P (?) Re               |
| verdünnt, rotes Auge                                                      | lu               | p, re                  |

Der Autor Dr. Gerhardt Hochstrasser, Würzburg, hat sich um die Weiterentwicklung dieser Symbolik (dem deutschen System folgend) verdient gemacht und konnte teilweise zeigen, dass die bisher vertretenen Auffassungen nicht unbedingt zutreffend sind. Im Folgenden werden seine Auffassungen und Anmerkungen parallel zum konventionellen Verständnis angegeben.

### Albinoserie
Die Albinoserie A (engl. C) ist der Grundfaktor für die Pigmentierung des Haares. Tiere mit diesem Gen im Wildtyp besitzen die volle Fähigkeit, Pigment auszubilden.
Die einzelnen Mutationen dieses Gens führen zu einer abnehmenden Pigmentierung des Felles.
Ursache dafür ist die Ausbildung des Enzyms Tyrosinase.
Der zunehmende Farbverlust wird besonders deutlich, wenn man die Abstufung der Färbung bei wildfarbigen Tieren betrachtet, d. h. Wildkaninchenfärbung – Dunkelchinchilla – Chinchilla – chinchillafarbiger Marder – wildfarbiges Russenkaninchen (Abzeichen chinchillafarbig)-Albino. Die verschiedenen Mutationsstufen des Gens verkörpern unterschiedliche Verluststufen dieses Enzyms, vom teilweisen Verlust (Dunkelchinchilla, Chinchilla, Marder), über die hitzelabile Form (Russenzeichnung) bis zum vollständigen Verlust (Albino).
Für eine detaillierte Darstellung siehe unter Albinismus. Demzufolge schlägt Hochstrasser vor, diesen Faktor „maximale Präsenz / maximales Fehlen von Tyrosinase“ zu nennen.
Die erste Mutationsstufe dieses Gens ist der Faktor für Dunkelchinchilla ad (cch3). In Deutschland ist keine Kaninchenrasse mit diesem Faktor bekannt, es handelt sich um aschgraue Tiere, die dunkler als die Standardchinchilla gefärbt sind. Der Dunkelchinchillafaktor ist rezessiv gegenüber dem Wildtyp A (C), aber dominant gegenüber den restlichen Varianten der Albinoserie.

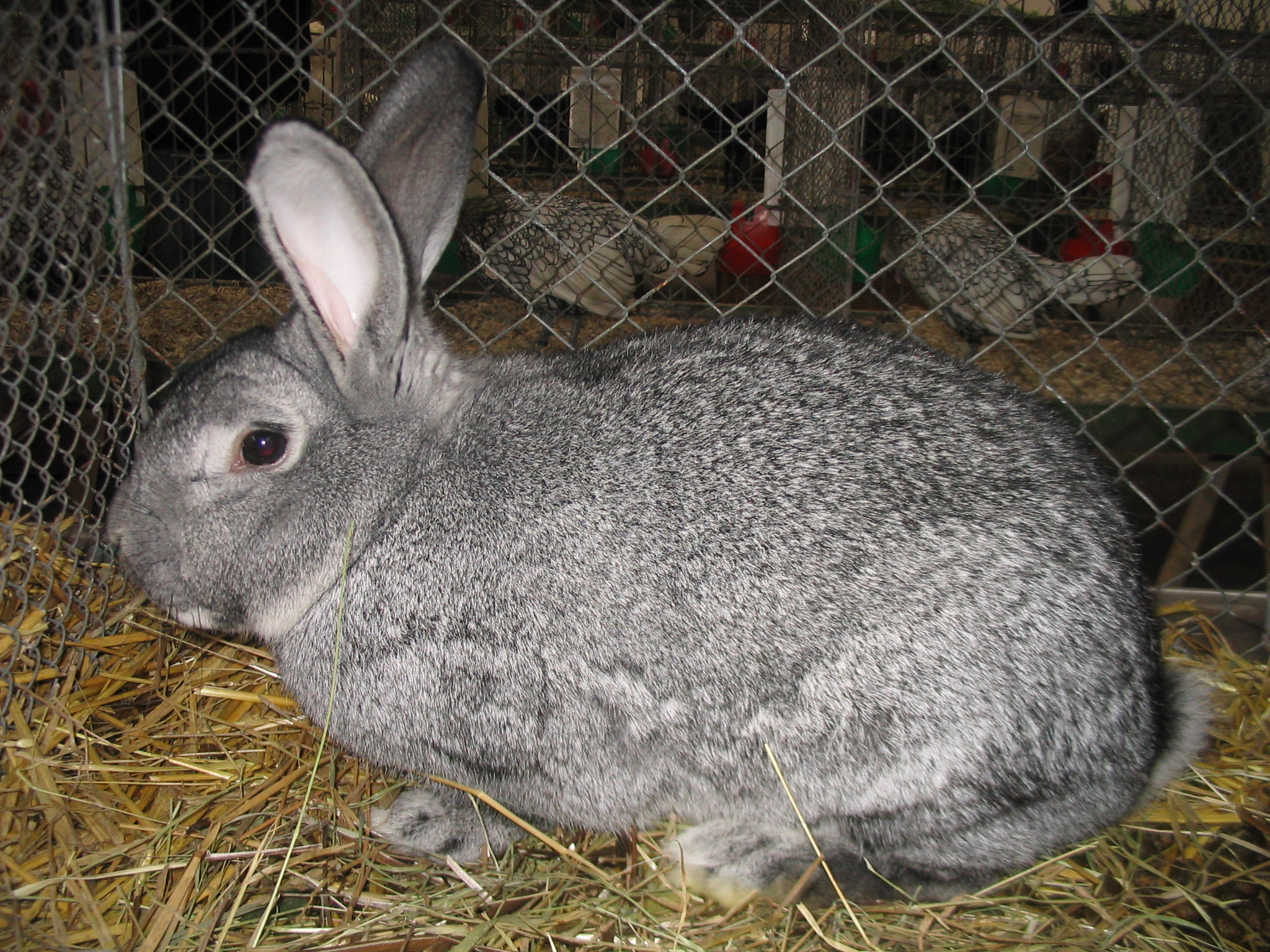
Großchinchilla

Der Chinchillafaktor achi (cch2) führt bei seinem Träger dazu, dass das gelbe Pigment (Phäomelanin) des Wildkaninchenfells nicht ausgebildet wird. Anstelle der gelben Zwischenfarbe tritt ein reinweißes Band, das Fell des Kaninchen erscheint dadurch bläulich-aschgrau. Die Krallen sind dunkel hornfarbig. Aufgrund der Ähnlichkeit dieser Fellfarbe mit der des südamerikanischen Chinchillas erfolgte die Namensgebung der Rasse. Typischer Vertreter dieses Mutationstyps sind die Groß- und Kleinchinchillakaninchen.

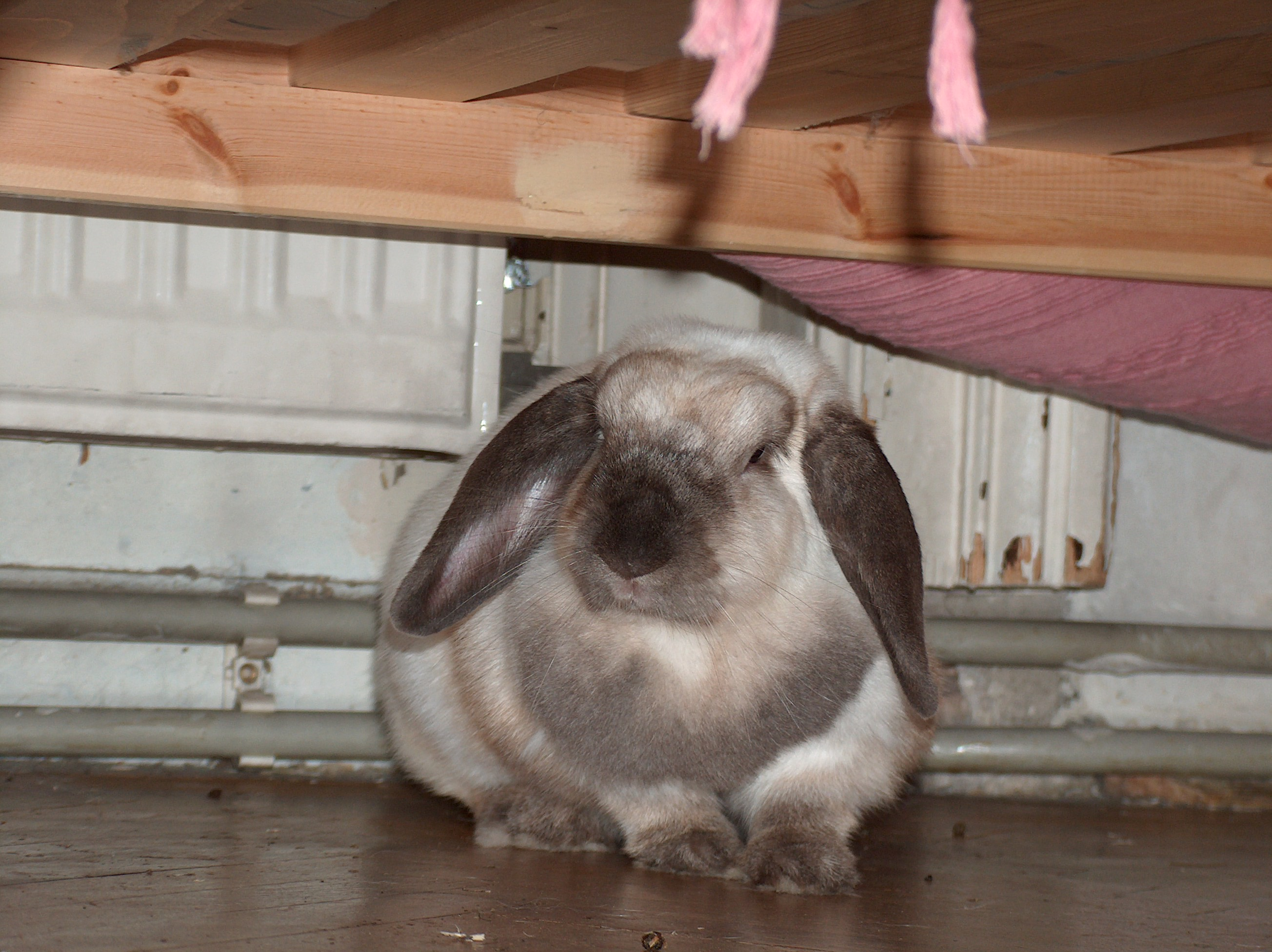
Siamfarbenes Widderkaninchen

Der Marderfaktor am (cch1) ist als alleiniger Faktor in Deutschland ebenfalls nicht als einzelne Rasse anerkannt. Standardgemäße Marderkaninchen (Typmarder) sind spalterbige Tiere, die durch Kreuzungen von Russenkaninchen mit den reinerbigen, so genannten Dunkelmardern erzielt werden. Damit wird deutlich, dass diese Mutation zusammen mit dem Russenfaktor und dem Albinofaktor einen intermediären Erbgang zeigt. Bei den Rassetieren ist zusätzlich durch die Aufhebung des Wildfarbigkeitsfaktor, g (a) statt G (A), keine Zonierung der Fellfarben mehr vorhanden. Der Marderfaktor zeigt sich in der Fellfarbe durch eine dunklere Färbung des Kopfes, der Ohren, der Extremitäten und des Schwanzes (Blume). Ein breiter Streifen des Rückens ist ebenfalls dunkler gefärbt. Die Unterfarbe des Fells ist bläulich. Ist der Marderfaktor mit dem Wildfarbigkeitsfaktore kombiniert, entstehen so genannte Chinchillamarder.
Genetisch zu den Marderkaninchen gehören die Siamesenkaninchen. Die Zeichnung dieser Tiere entspricht der der bekannten Siamkatze, mit einer hellen, beim Gelbsiamesen hellgelblichen Deckfarbe. Schultern und Hinterpartie sind etwas dunkler. Die Siamkaninchen besitzen eine dunkle, die Augen umfassende Schnauzenzeichnung (Maske, dunkle Ohren und Läufe, die Blume ist ebenfalls dunkel).

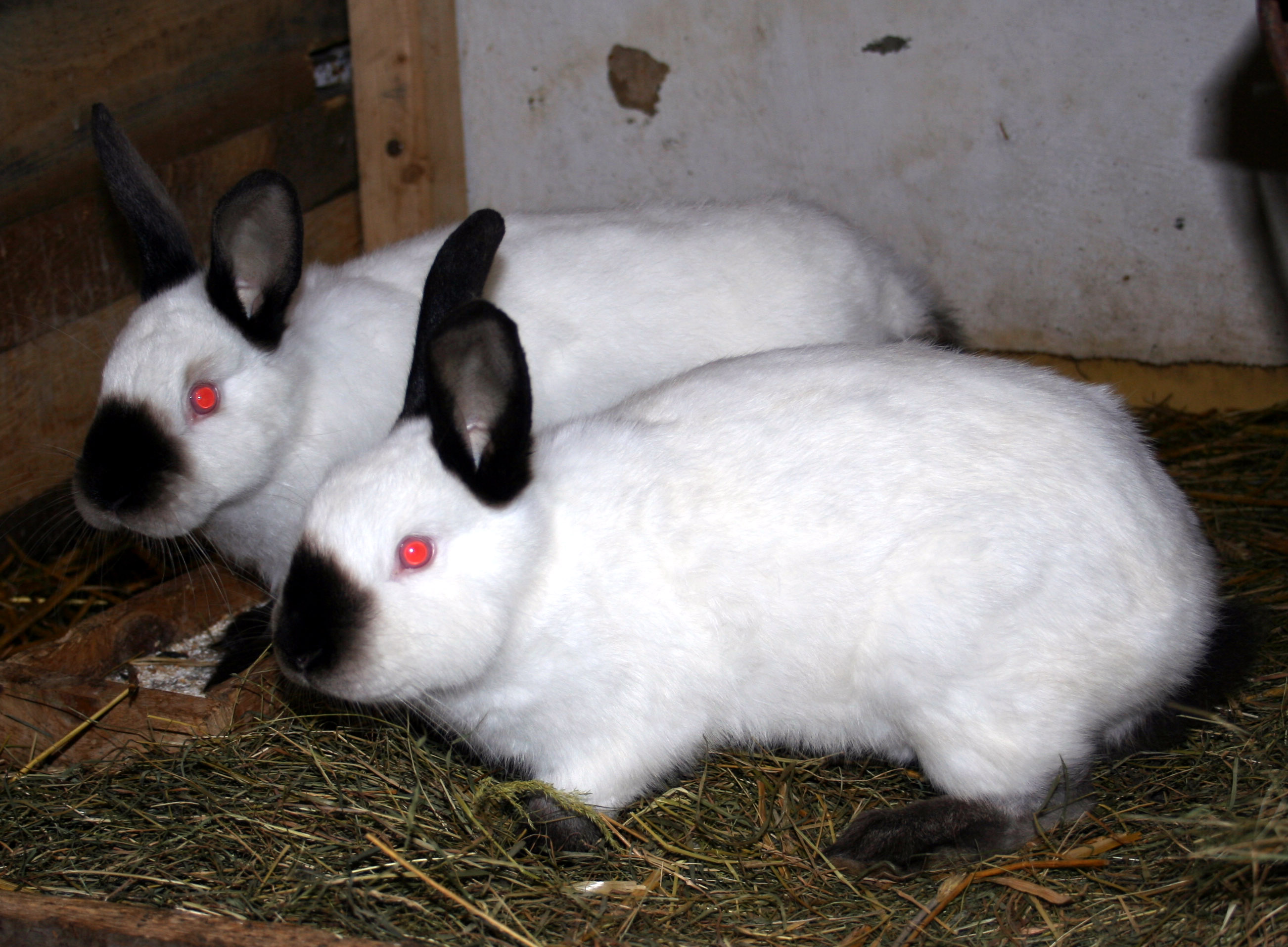
Kalifornierkaninchen mit der typischen Russenzeichnung

Der Russenfaktor an (ch), im englischen Sprachgebrauch als Himalayan bezeichnet, bewirkt teilalbinotische Tiere mit roten Augen. Lediglich die Schnauzenpartie, Ohren, Läufe und Blume sind gefärbt (Akromelanismus). Beim von der Wildfarbe abgeleiteten Mutationstyp ist die Blumenunterseite hell. Dem Standard entsprechende Tiere zeigen einfarbig schwarze, blaue oder braune Abzeichen. Die dunkle Färbung der Extremitäten wird hervorgerufen durch sogenannte Kälteschwärzung. Lediglich die Körperstellen, an denen eine Hauttemperatur von unter 35 °C (andere Angaben 28 °C) herrscht, bilden eine Farbe aus. Ursache dafür ist, dass bei den betroffenen Tieren eine hitzelabile Form der Tyrosinase ausgebildet wird. Aus diesem Grund zeigen Russen und Kalifornier auch bei Außenhaltung im Winter eine bessere Zeichnung als im Sommer, bei besonderer Kälte bildet sich besonders bei älteren Tiere auch eine dunkle Zone an den Augen, bei Häsinnen auch an der Wamme aus. Wird einem Tier mit Russenfaktor im Winter ein Teil des Felles geschoren, wächst dort dunkles Haar nach, der entstandene Fleck verschwindet beim nächsten Haarwechsel. Die Jungtiere der genannten Rassen werden reinweiß geboren, die Ausbildung der Zeichnung erfolgt erst nach Verlassen des Nestes. Sind die Jungtiere während der Säugeperiode Kälte ausgesetzt, entsteht häufig ein grauer Anflug des Felles, der beim Fellwechsel verschwindet.

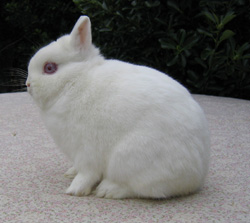
Albinotisches Hermelinkaninchen

Die Endstufe der Albinoserie ist der Albinofaktor a (c). Tiere, die diesen Erbfaktor besitzen, bilden keine Pigmente aus, da ihnen die Tyrosinase vollständig fehlt. Das Fell erscheint dadurch reinweiß. Da auch die Iris des Auges nicht gefärbt ist, erscheint durch das Durchscheinen der Blutgefäße des Augenhintergrundes das Auge rot. Typische Vertreter dieses Mutationstyp sind der Weiße Neuseeländer und das Hermelin Rotauge.

### Schwarzserie
Das in der deutschen mit B (in der internationalen Literatur mit E (für Extension-Locus)) bezeichnete Gen steuert die Ausprägung des schwarzen Pigmentes Eumelanin im Kaninchenhaar. Mutationen dieses Gens führen entsprechend zur Verstärkung oder Verdünnung von Schwarz im Erscheinungsbild.
Dunkeleisengrau Bee (engl. Ed) und Eisengrau Be (Es) sind Mutationen, die gegenüber dem Wildtyp B (E) einen dominanten Erbgang zeigen. Die Tiere zeigen die Wildfarbigkeitsabzeichen, sind jedoch deutlich dunkler gefärbt. Dunkeleisengraue Tiere sind fast schwarz. Eisengraue Tiere besitzen am ganzen Körper eine dunkle Deckfarbe, die Bauchfarbe ist nur geringfügig heller. Die Zwischenfarbe und der Genickkeil sind nur angedeutet. Während dunkeleisengrau in Deutschland bei keiner Rasse als Farbenschlag zugelassen ist, sind eisengraue Tiere als Farbschläge zum Beispiel beim Deutschen Riesen, dem Grauen Wiener und den grauen Farbenzwergen zugelassen. Dunkeleisengrau ist dominant gegenüber eisengrau, beide sind intermediär gegenüber dem Wildtyp (siehe hierzu auch den von Hochstrasser vermuteten Schwarzverstärkerfaktor).
Der Wildtyp B (E) ist verantwortlich für die normale Ausprägung des schwarzen Pigmentes im Fell. In Kombination mit dem Wildtyp der übrigen Farballele ergibt sich das wildgraue Kaninchenfell. Diese Fellfarbe findet sich bei allen wildgrauen Farbschlägen. Es muss an dieser Stelle bemerkt werden, dass in der Züchterpraxis die grauen Farbschläge nicht im notwendigen Maß getrennt gehalten werden, sodass Unklarheiten und Übergänge möglich sind (s. auch Gelb- und Schwarzverstärkerreihe).

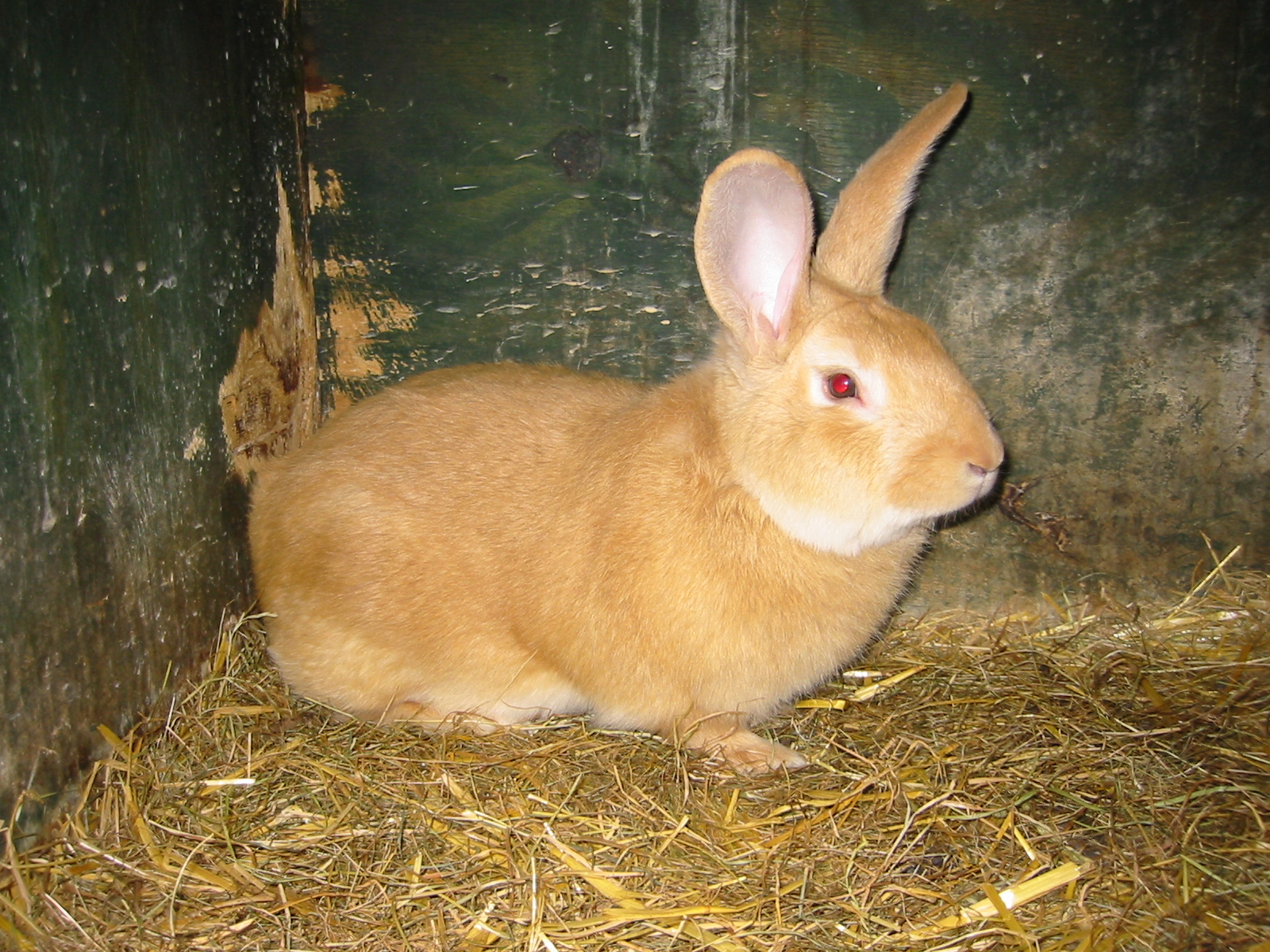
Burgunderkaninchen

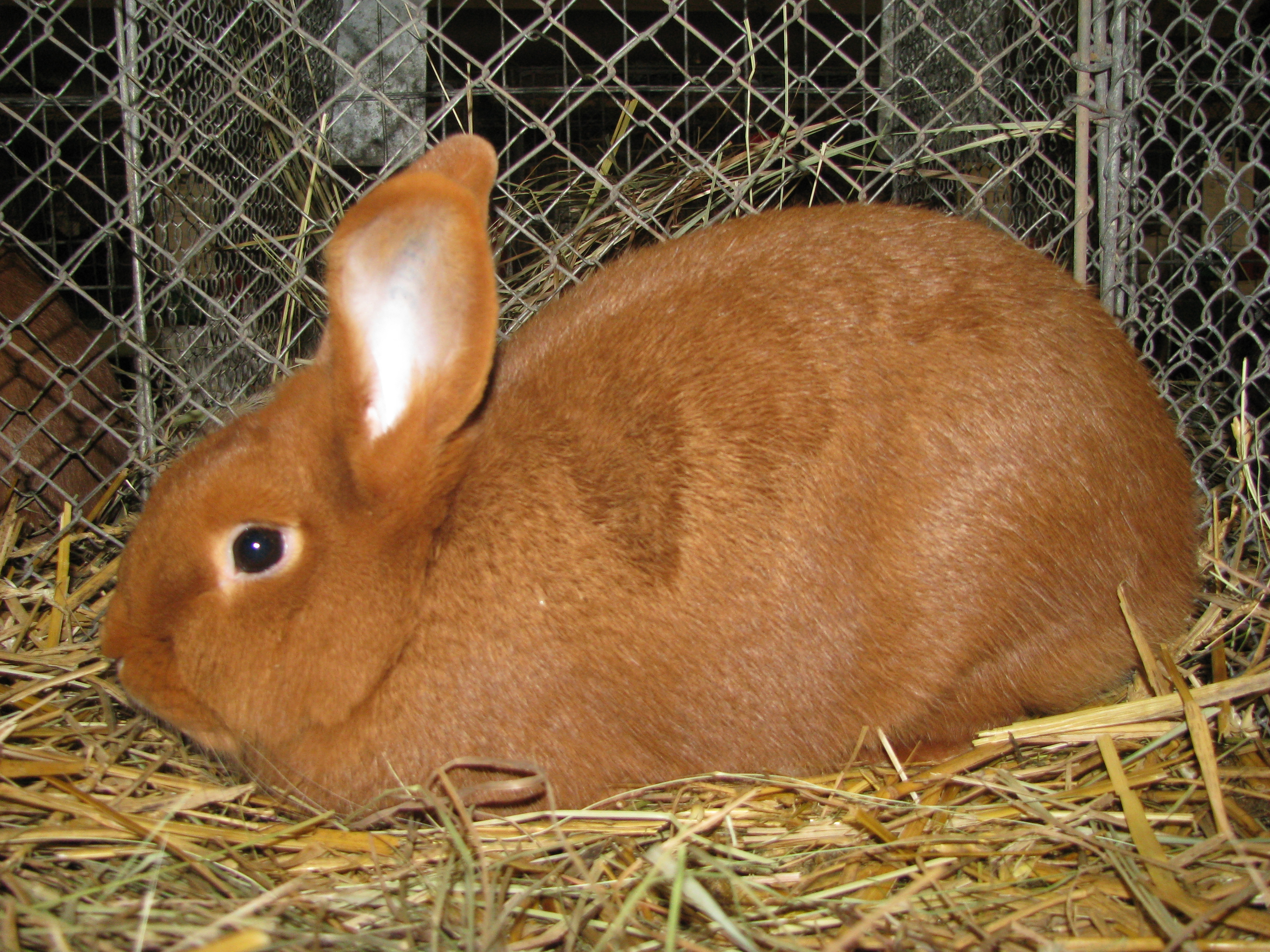
Sachsengold

Die Färbung der Japanerkaninchen (Englisch: Harlequin) bj (ej) stellt ebenfalls eine Mutante der Schwarzserie dar. In dieser Mutation wird das schwarze Pigment ungleichmäßig im Haarkleid verteilt, sodass ein schwarz-gelb geschecktes Fell entsteht. Die Verteilung der Flecken kann dabei sowohl in einer kleinen verteilten Struktur auftreten (realisiert beim Rhönkaninchen, dort als weiße Flecken da in Kombination mit den Chinchillafaktor) oder als größere Farbfelder, wie beim standardgemäßen Japanerkaninchen. In der ursprünglichen Ausprägung (Japanerfaktor kombiniert mit dem Wildtyp der übrigen Allele) gehörten auch grauweiße Flecken zum Erscheinungsbild des Tieres. Weiß wurde allerdings, bis auf die Bauchfarbe weitgehend verdrängt. Es werden heute Tiere im Genotyp mit der Kombination des Japanerfaktors und dem Einfarbigkeitsfaktor g (a) angestrebt. Der Japanerfaktor verhält sich rezessiv gegenüber dem Wildtyp.
Die Endstufe der Reihe stellen gelbwildfarbige Tiere b (e) dar, die bei einigen Rassen als Farbenschlag zugelassen sind. Diese Mutation ist in Kombination mit anderen Faktoren so als Burgunderkaninchen (y1, laut niederländischem Standard ohne zusätzlichen Gelbverstärker) bzw. Roter Neuseeländer (y1…3) mit zusätzlichem Gelbverstärker, oder als Gelbsilber mit zusätzlicher Silberung des Felles P1…3 (si) beteiligt. In Kombination mit weiteren Farbfaktoren ist b (e) auch an der Zeichnung diverser anderer Rassen (z. B. beim Thüringer zusammen mit g (a)) beteiligt.

### Schwarz-Pigmentierung
Von diesem Gen, welches die Anlage des schwarzen Pigmentes bestimmt, ist neben dem Wildtyp C (engl. B) die Mutation für das Fehlen des schwarzen Pigmentes c (b) bekannt. In diesem Fall entsteht ein braunwildfarbiges Tier, d. h. die Zonierung der Farbverteilung im Haar bleibt erhalten, allerdings erscheint das Tier braun. In Kombination mit dem Faktor g (a), Zonierung des Haares aufgehoben, entsteht die gleichmäßig braune Farbe des Havannakaninchens, in Kombination mit dem Silberfaktor P1…3 (si) die Farbe des Braunsilberkaninchens.
Der parallele Genort beim Menschen verursacht Oculocutanen Albinismus Typ 3, wird auch als Braun-Locus bezeichnet und ist im Artikel Albinismus beschrieben.

### Dichte der Pigmentierung

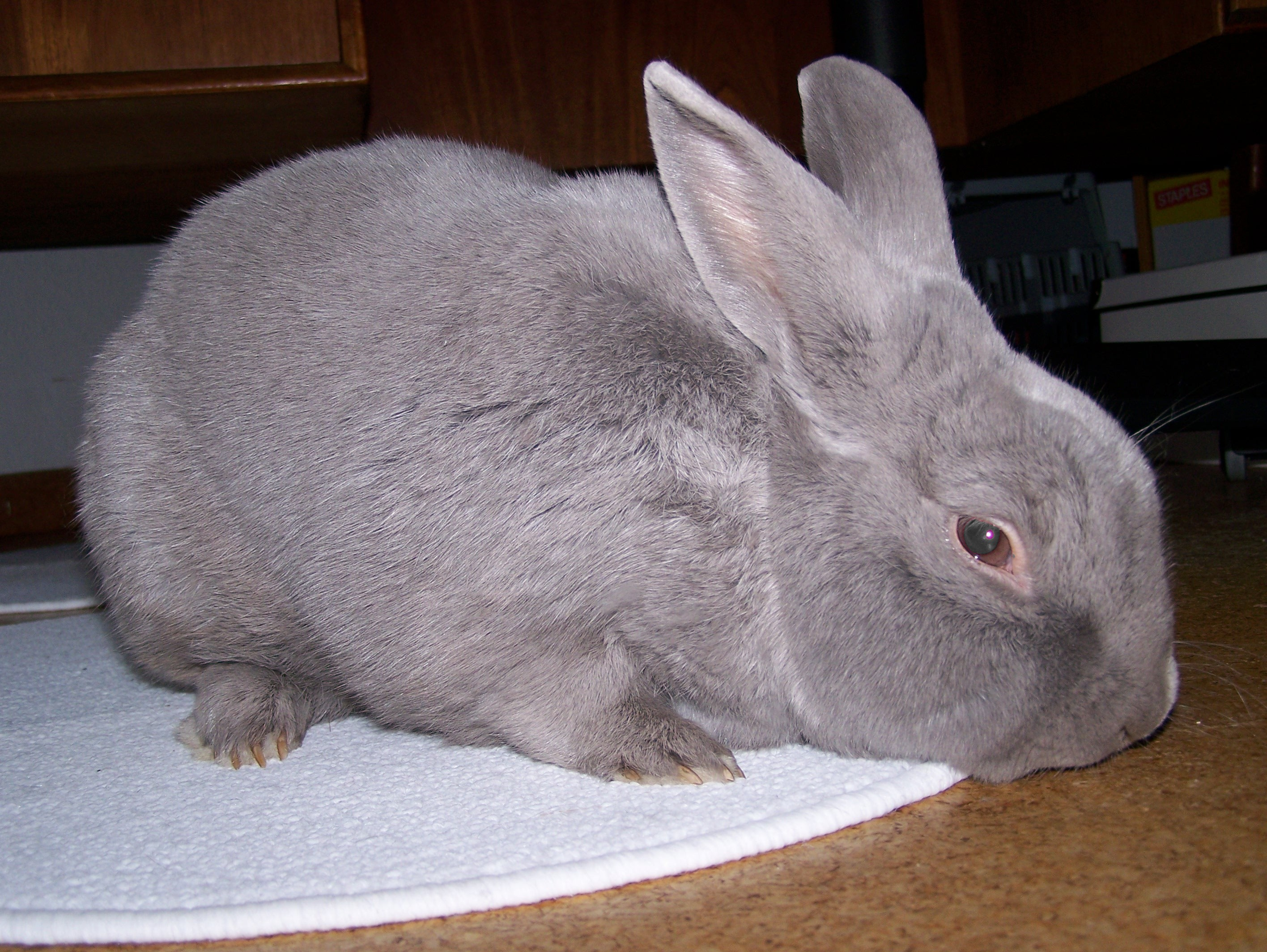
Marburger Feh

Dieser Faktor, der im Übrigen im deutschen wie im englischen Symbolsystem mit D (für Dilute-Gen) bezeichnet wird (auf doppelte Symbolik wird deshalb hier verzichtet), bestimmt die Dichte der Pigmente im Kaninchenhaar. Seine Mutation zu d bewirkt (durch unregelmäßige Verteilung und Verklumpung) eine Verdünnung des Pigments und eine Veränderung der Fellfarbe zu blauwildfarbig. Diese Farbe zeigen zum Beispiel das Perlfehkaninchen und der Blaugraue Wiener. Wird diese Mutante mit dem Verlust der Farbzonenbildung kombiniert g (engl. a) entsteht die sattblaue Farbe des Blauen Wieners. Kommt dazu noch die Mutante c (b) wird die hellblaue Farbe des Marburger Feh erreicht.

### Wildfarbigkeit (Agouti)

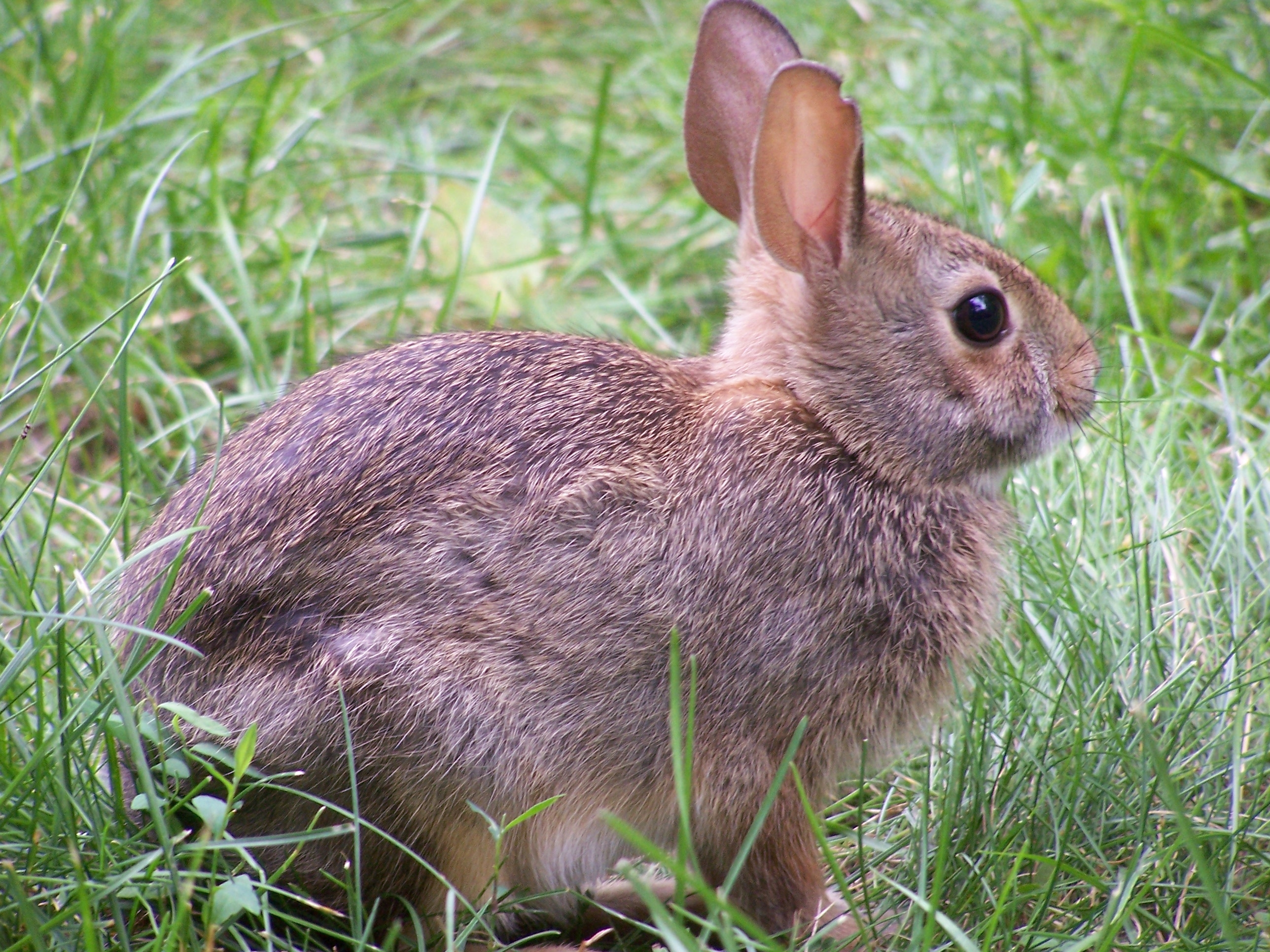
Wildfarbenes Kaninchen

Der Wildfarbigkeits- oder Agoutifaktor G (A) bestimmt die Zonenverteilung der Pigmente im Haar. Die englische Bezeichnung dieses Faktors leitet sich vom Aguti ab.
Ist der Wildfarbigkeitsfaktor in seiner ursprünglichen Form G (A) vorhanden, zeigt das Tier die typischen Wildfarbigkeitsmerkmale: Dreizonige Farbverteilung des Haares auf dem Rücken, sowie die typischen Wildfarbigkeitsabzeichen: Weiße Bauch- und Blumenunterseite, Innenseite der Schenkel und Kinnbackeneinfassung und bräunlicher Genickkeil. Die Sprenkelung der Rückenfarbe setzt sich als schwarz-weiß gesprenkelte Oberseite auf der Blume fort. Ist der Wildfarbigkeitsfaktor mit Mutationen der anderen Farballele kombiniert, ergeben sich die dort beschriebenen Zeichnungsbilder.

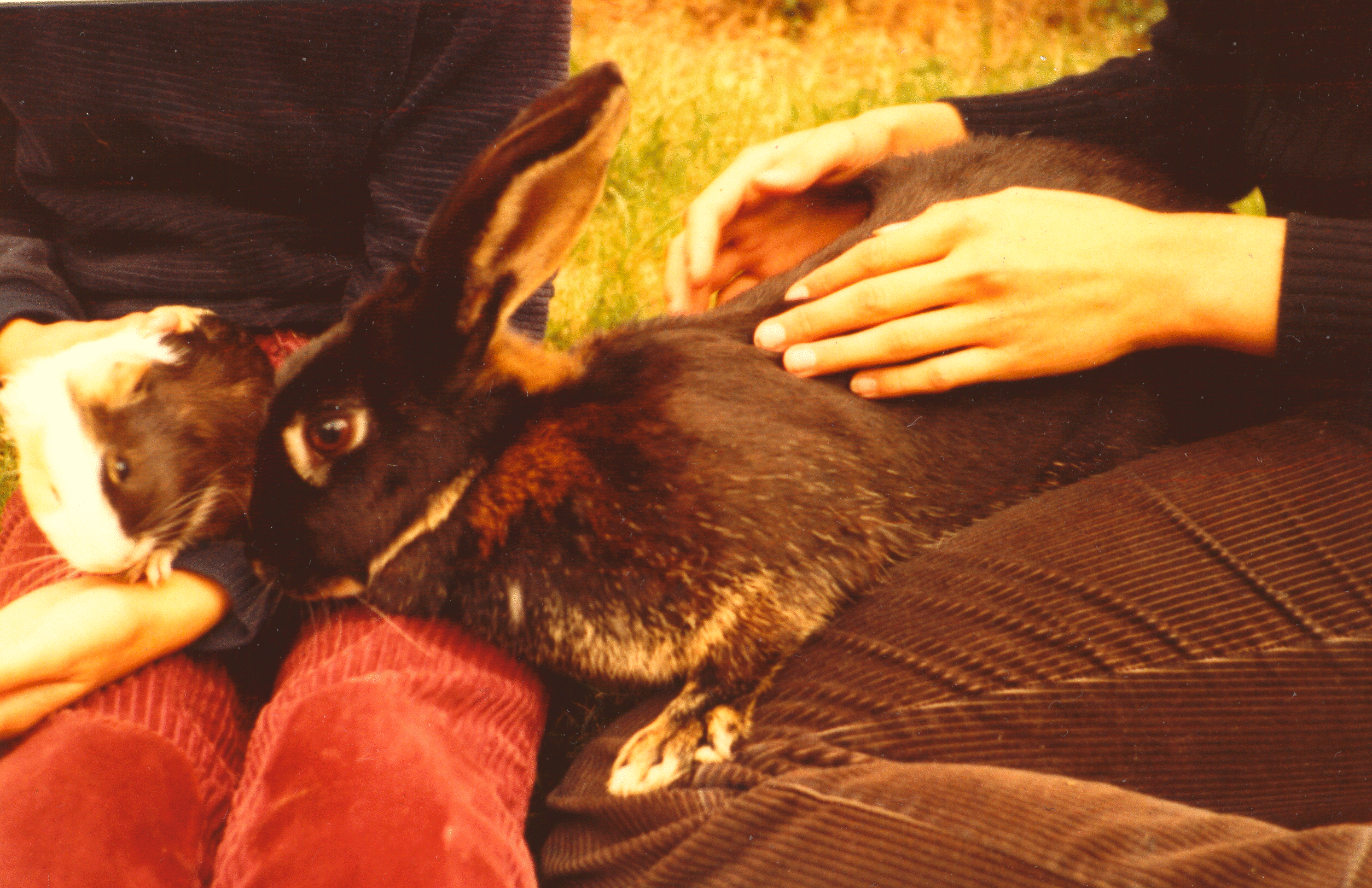
Lohfarbenes Kaninchen

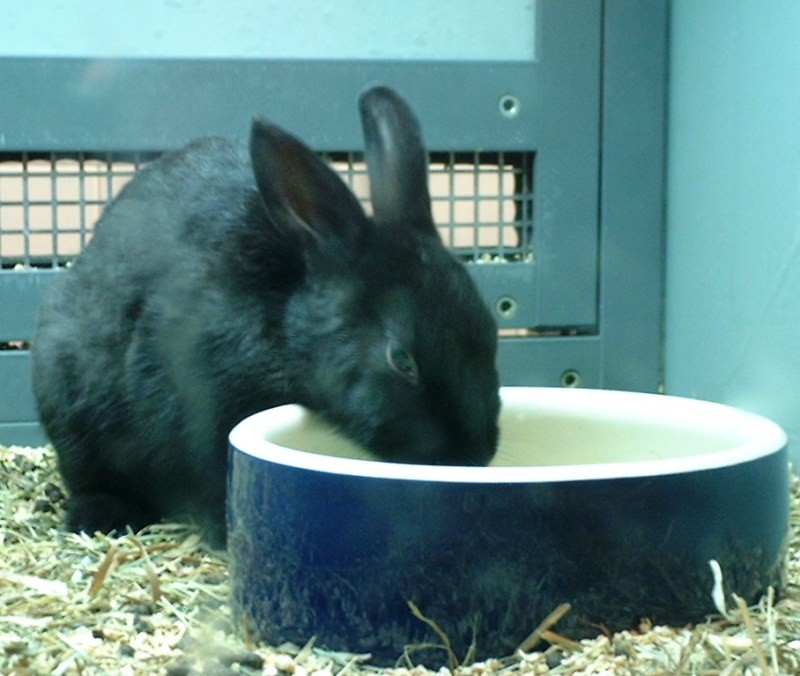
Einfarbigkeitsfaktor bei schwarzer Grundfarbe

Die erste Mutationsstufe des Wildfarbigkeitsfaktors ist die Lohfärbung go (engl. at, von tan). Bei dieser Mutation ist die Zonenbildung des Haares aufgehoben. Sind alle anderen Farballele im Wildtyp vorhanden, ergibt sich eine schwarze Farbe des Fells. Die helleren Wildfarbigkeitsabzeichen bleiben als weiße oder cremefarbene Abzeichen erhalten. In dieser Form ist die Lohfarbe nicht als Farbenschlag vertreten, die Lohkaninchen besitzen zusätzlich den Gelbverstärker y1…3, der zu einer leuchtenden gelben bis roten Bauchunterfarbe führen. In Kombination mit dem Chinchillafaktor achi (cch2) entsteht die Zeichnung des Weißgrannenkaninchens. Nach Hochstrasser sollte dieser Faktor statt Lohfaktor besser „Abzeichenerhaltungsfaktor“ genannt werden, da das typische an dieser Mutation die Erhaltung der Wildfarbigkeitsabzeichen ist, während die das Lohkaninchen kennzeichnende gelb-rote Lohfarbe durch die Wirkung des Gelbverstärkers hervorgerufen wird.
Im Zustand g (a) ist die Zonierung der Fellfarbe vollständig aufgehoben, das Kaninchen ist einfarbig. In Kombination mit den übrigen Allelen im Wildtyp resultieren rein schwarze Tiere (Alaska, Schwarzer Wiener). Mutation der übrigen Farbfaktoren führt zu zunehmend heller gefärbten, einfarbigen Tieren, vom blau des Blauen Wieners ABCdg (aBCdeE) über das hellere Blau des Marburger Feh ABcdg (abCdE), zur Sandfarbe des Separatorkaninchens Abcdg (abCde).

### Silberung
Unter Silberung versteht man das Auftreten einzelner, mehr oder minder gleichmäßig im Fell verteilter Haare mit pigmentloser Spitze, die dem Fell zusammen mit den normalen, schwarz gespitzten Grannen eine silberartiges, bereiftes Aussehen geben. Jungtiere der betreffenden Rassen werden ohne diese Silberung geboren, sie erscheint im Laufe des ersten Lebensjahres mit den Haarwechseln. Die Mutation P1…3 (si) ist dominant gegenüber der Nichtsilberung p (Si). Die Silberung ist eine der ältesten beim Kaninchen bekannten Mutationen und bereits in englischen Schriften aus dem 17. Jahrhundert beschrieben. Die Vererbung der Silberung ist nicht vollständig verstanden (Sandford).

### Scheckung
Es gibt mindestens zwei verschiedene Allele, die die Scheckung des Kaninchen bestimmen. Man unterscheidet zwischen der Punktscheckung, wie bei der Deutschen Riesenschecke oder Englischen Schecke. Ein anderer Typ der Scheckung stellt die Gürtel- oder Plattenscheckung dar, die bei den Holländerkaninchen auftritt.
Die beiden Faktoren unterscheiden sich in ihrer Wirkung, während der Punktscheckenfaktor dadurch wirkt, dass während der Embryonalentwicklung ein „zu spätes“ Abwandern von Melanoblasten aus der Neuralleiste erfolgt, wobei durch die inzwischen eintretende Verhärtung der Hautschichten keine Einlagerung in die Haarwurzeln als Melanozyten mehr erfolgen kann und das Haar entsprechend farblos bleibt.
Bei der Plattenscheckung dagegen unterbleibt durch oberflächliche Defekte der Neuralleiste die Bildung von Melanoblasten, die ansonsten, den Blutgefäßen folgend in die Hautflächen und damit die Haarwurzeln einwandern und dort als Melanozyten die Pigmentbildung durchführen.

#### Punktscheckung

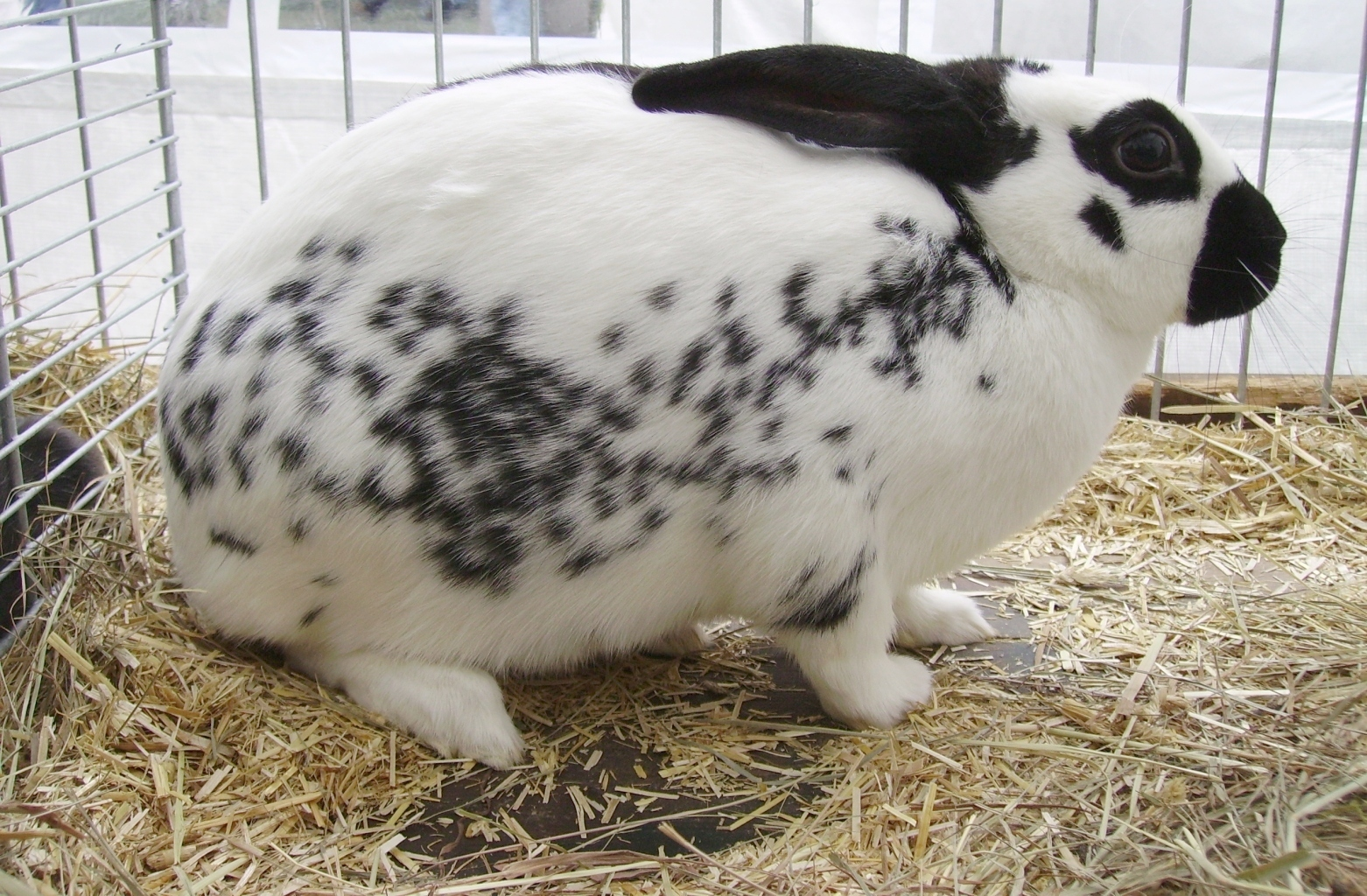
Punktscheckung

Punktscheckung k (engl. en) zeigt sich in reinerbiger Form durch ein kaum gezeichnetes Tier, die so genannten Hellschecken, die im Wesentlichen weiß mit nur wenig dunkler Zeichnung sind (Züchterausdruck: Chaplin). Die Mutation für Scheckung K (En) zeigt einen intermediären Erbgang mit dem Wildtyp k (en). In den im Standard zugelassenen Rassen liegt Punktscheckung stets in Kombination mit Einfarbigkeit vor. Eine Ausnahme bildet die Rheinische Schecke, die eine Kombination aus Japanerzeichnung und Punktscheckung darstellt. Zur besseren Übersichtlichkeit wird in den weiteren Ausführungen von der Kombination mit Einfarbigkeit g (a) ausgegangen.
Die als standardtypisch definierten Tiere sind spalterbig, Paarung solcher Tiere untereinander ergibt gemäß der Mendel’schen Regeln 25 % einfarbige Tiere, 50 % Typschecken und 25 % Hellschecken. Prinzipiell ergibt eine Verpaarung von einfarbigen Tieren mit Hellschecken 100 % Typschecken. Allerdings ist der Faktor für Punktscheckung mit einem so genannten Lethalfaktor (nach Majaura besser Semilethalfaktor) verknüpft, der dazu führt, dass Hellschecken eine deutlich verminderte Lebensfähigkeit aufweisen. Aus Gründen des Tierschutzes wird deshalb empfohlen, bevorzugt Paarungen zwischen einfarbigen Tieren und Typschecken vorzunehmen, um das Auftreten reinerbiger Hellschecken zu vermeiden. Allerdings gibt es auch Literaturhinweise, dass diese Semilethalfaktoren, die offenbar vor allem zu Problemen im Verdauungstrakt führen, durch geeignete Ernährung für das Einzeltier und für die Rasse durch entsprechende Selektion überwunden werden könnten.
Die Zeichnung der Typschecken ist im Wesentlichen gekennzeichnet durch Schnauzenzeichnung (Schmetterling), Backenpunkte, vollständig gefärbte Ohren, einen Aalstrich, der sich bis zur Oberseite der Blume zieht und die Seitenflecken gebildet, die als Band, wie bei der Englischen Schecke oder als einzelne Punkte, wie bei der Riesenschecke ausgebildet sein können. Die in den Rassestandards geforderten Idealzeichnungen werden auch bei Typenschecken nicht von allen Tieren erreicht. Schlohlaut gibt an, dass auch die Zeichnung der Mecklenburger Schecke auf die Wirkung des Punktscheckenfaktors zurückzuführen ist.

#### Platten- oder Gürtelscheckung

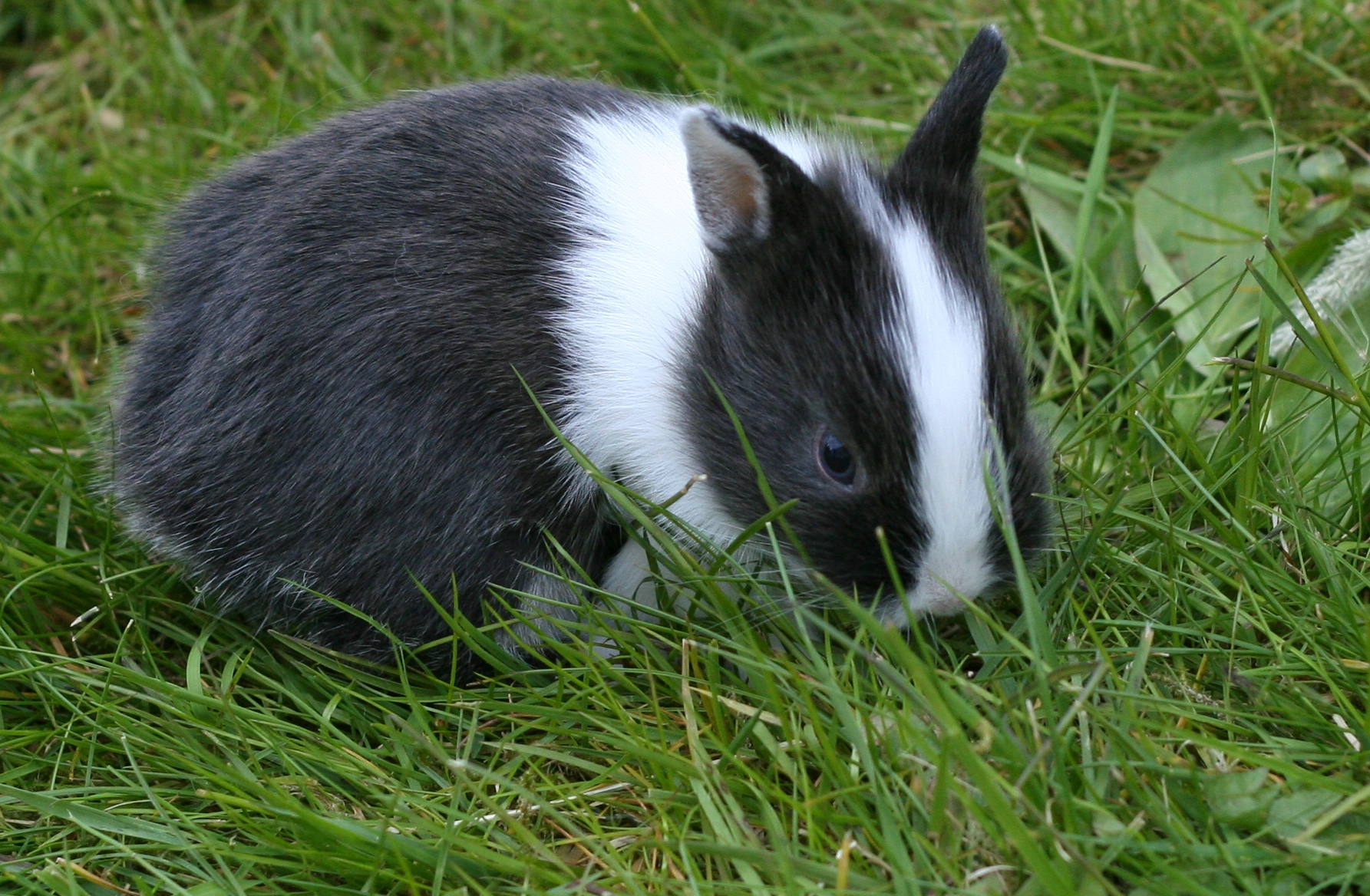
Jungtier mit typischer Holländerzeichnung

Plattenscheckung: Deutsches Symbol S (engl. Du, von dutch = holländisch) für Nicht-Scheckung und s1…3 (engl. dud (dunkel) und duw (hell)) für verschiedene Typen der Scheckung. Die Mutanten sind nicht vollständig rezessiv gegenüber Nichtscheckung, die Vererbung ist nicht vollständig geklärt, laut Sandford sind wahrscheinlich mehrere (auch modifizierende) Gene beteiligt. Die Scheckung zeigt sich in Form der Holländerzeichnung in mehr oder weniger standardgemäßer Ausprägung beim Holländerkaninchen (in unterschiedlicher Kombination mit den fünf Farballelen, die zur großen Zahl der Farbenschläge führt) sowie in extremer Ausprägung beim Hototkaninchen, bei dem die weißen Flecken bis auf die schwarzen Augenringe den kompletten Körper des Tieres bedecken.
Nach Hochstrasser sollte dieser Faktor „Neuralleistendefektfaktor“ genannt werden, zu den Hintergründen der Entstehung von Scheckungen siehe Artikel Scheckung.
Zu beachten ist dabei, dass die Nummerierung der Plattenscheckungsfaktoren nicht einzelnen, sich summierenden Genen, sondern unterschiedliche Mutationsstufen des Faktors entsprechen.

### Leuzismus

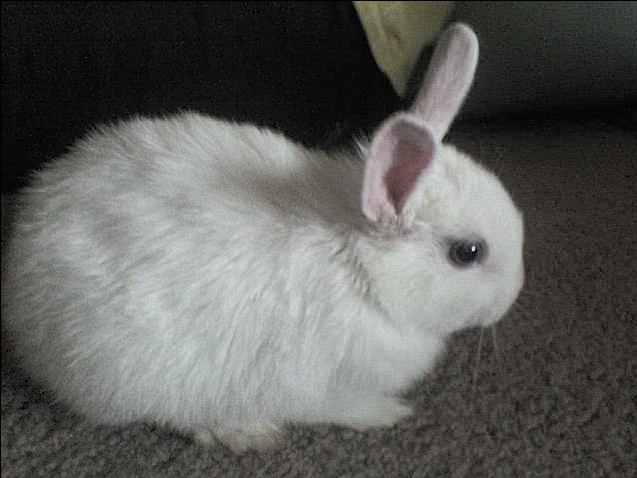
Leuzistisches Kaninchen

Normalerweise besitzen Kaninchen (auch Albinos) den Faktor für Farbbildung X (englisches Symbol V). Das englische Symbol bezieht sich auf das Weiße Wienerkaninchen (Vienna White) als dem bekanntesten Träger der mutierten Form x (v), die zur Nichtausbildung von Pigment führt. Allerdings bleiben, im Gegensatz zum Albino, die Augen gefärbt. Ein weiterer Vertreter dieser Mutation ist das Hermelinkaninchen im blauäugigen Farbenschlag, der also sein weißes Fell einer völlig anderen genetischen Ausstattung verdankt als das albinotische rotäugige Hermelinkaninchen. Kreuzungen zwischen Albinos und leuzistischen Kaninchen ergeben eine gefärbte Nachkommenschaft, da die Nachkommen der F1 Generation vom leuzistischen Elternteil den dominanten Faktor A (C) und vom albinotischen Elternteil den Faktor X (V) mitbringen. Der Leuzismus verhält sich intermediär mit dem Wildtyp, die Nachkommen besitzen in der Regel weiße Abzeichen an Schnauze oder Läufen.

### Die Plattenscheckung und der Leuzismus als Teile der Neuralleistendefektreihe
Folgt man Hochstrasser, existiert kein „Leuzismusfaktor“ X (V) beim Kaninchen, sondern dieser Faktor ist als weitere Mutation (bis zum totalen Pigmentverlust) der Plattenscheckungsreihe aufzufassen. Die Abstufung dieser Neuralleistendefektreihe sieht damit folgendermaßen aus:
- S - vollständige Ausbildung des Pigmentes
- sa, sb, sc, sd - erste Anzeichen für Scheckung in Form einzelner weißer Haare, weiße Büschel, Stirnfleck etc.
- si - ideale Ausbildung der Holländerzeichnung
- sn - unbekannte Mutationsstufen des Gens, die zu starker Scheckung mit vollständigem Überwiegen von Weiß führen (z. B. beim Hotot und Husumer Blauauge).
- sx - vollständiger Verlust des Pigmentes wie beim Weißen Wiener.
- sxe - weitere Mutationsstufe, die beim Weißen Wiener neben dem vollständigen Pigmentverlust darüber hinaus zu Epilepsie führt.

Eine interessante Synthese der Hochstrasserschen Arbeiten gibt Majaura, der die angeführten Modifizierungsfaktoren quasi ordnet. Neben der von Hochstrasser postulierten Schwarzverstärkerreihe und den schon länger bekannten Gelbverstärker und Holländerscheckungsreihe gibt dieser Autor noch einen Faktor Z an, dessen Mutationen die Stärke und die Ausprägung der Punktscheckung bestimmen (von blanknasigen Schecken, über die typische Scheckung der Punktscheckenrassen bis zur Mantelzeichnung).
Da bei anderen Tierarten mehrere unterschiedliche Gene für Leuzismus und Scheckungen verantwortlich sein können, ist es unwahrscheinlich, dass es sich bei all diesen Scheckmustern um Mutationen desselben Gens handelt.
Außerdem liegen laut Castle die Gene für Leuzismus und Plattenscheckungen auf verschiedenen Chromosomen.

### Der Breitband-Faktor
Dieser, die Breite der Zwischenfarbe bestimmende Faktor, wird in beiden Symbolsystem mit W bzw. in der Mutation (breites Band) mit w bezeichnet. Aus diesem Grund wird auch hier auf die doppelte Angabe der Symbole verzichtet. Der Wildtyp W bezeichnet die normale Ausbildung der Zwischenfarbe, w führt zur Verbreiterung des Bandes, eine entsprechende Rasse ist dem Verfasser nicht bekannt. Sandford gibt für die im englischen System w genannte Mutante die deutsche Entsprechung y1..3 an. Gemäß den von Rudolph/Kalinowski und Schlohlaut gemachten Angaben ist der Gelbverstärker im englischen System nicht aufgeführt.

### Gelbverstärker (Die Phäomelaninkontrollreihe)

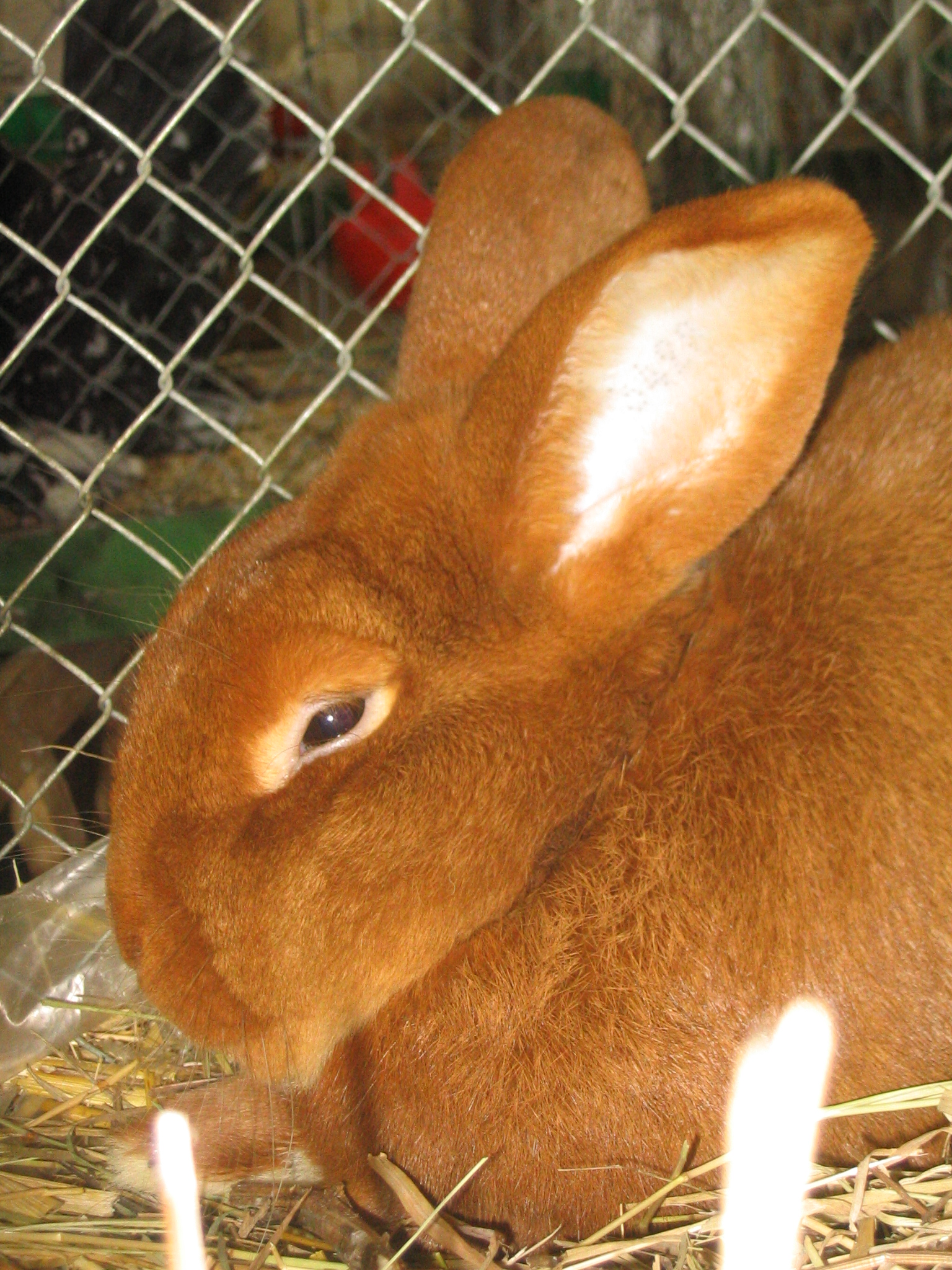
Roter Neuseeländer; die Fellfärbung zeigt deutlich die Wirkung des Gelbverstärkers.

Verstärkte Ausprägung der gelben bzw. roten Farbe im Kaninchenfell wird im deutschen System mit y1…3 bezeichnet, im englischen System fehlt dieser Faktor. Der Niederländische Rassestandard, der zu jeder Rasse die englischen und deutschen Erbformeln angibt, verwendet das y-Symbol bei den entsprechenden Rassen auch im englischen System. Der unmutierte Typ wird mit Y bezeichnet. Zu finden ist dieser Faktor bei Hasenkaninchen und Deilenaar. Er sorgt für eine satte kastanienbraune Färbung des wildfarbigen Fells. Gelbwildfarbige (Einfarbigkeit angestrebt) Rassen mit zusätzlichen Gelbverstärkern sind Sachsengold und Roter Neuseeländer. Dem Lohkaninchen geben Gelbverstärker die leuchtende Lohfarbe.
Wie Hochstrasser zeigen konnte, sind die Gelbverstärkervarianten dominant gegenüber dem Wildtyp und müssten mit großen Buchstaben gekennzeichnet werden. Teilweise wird diesem Vorschlag in der Fachliteratur gefolgt. Der Wildtyp wird dabei mit Y1, die Mutationstufen, die zur verstärkten Ausprägung der gelbroten Farbe führen werden mit Y2, Y3 etc. gekennzeichnet.
Da Gelbverstärker üblicherweise nur aufgeführt werden, wenn sie für die Färbung der jeweiligen Kaninchen relevant sind, ist kaum mit Missverständnissen zu rechnen. In diesem Artikel und den Artikeln zu den einzelnen Kaninchenrassen wird der konventionellen Darstellung gefolgt. Im Gegensatz zu der häufig zu findenden Darstellung, wonach die gelbroten Rassen scheinbar unterschiedliche Mengen dieser Gelbverstärker besitzen sollen, konnte Hochstrasser nachweisen, dass es sich um Allele, d. h. Mutationsstufen eines Gens handelt, das heißt, dass sich Rassen mit der unterschiedlichen Gelb- oder Rotfärbung nicht in der Zahl der Gelbverstärker, sondern in der Mutationsstufe des Gens unterscheiden. Es handelt sich um Allele der Phäomelaninkontrollreihe, d. h. das Gen kontrolliert die Einlagerung des Farbstoffs Phäomelanin in das Haar der Kaninchen.

### Die Eumelanin-Kontrolle (Schwarzverstärker)
Hochstrasser erklärt die unterschiedlichen Ausprägungen von wildfarbigen Kaninchen (in Form der Farbschläge Hell-, Hasen- und Dunkelgrau) bei nach Nachtsheim gleicher Erbformel ABCDG mit dem Vorhandensein eines Faktors für die Kontrolle des schwarzen Pigments Eumelanin, der in Analogie zur Phäomelaninreihe (Gelbverstärker) als Schwarzverstärker bezeichnet wird, als Symbol wird dafür E vorgeschlagen. Auch hier wird der Wildtyp mit E1, die ihm gegenüber dominanten Mutanten als E2, E3 etc. angegeben. Hochstrasser erklärt mit diesem Schwarzverstärkerfaktor auch die Farbschläge Eisengrau und Dunkeleisengrau, die in der bisherigen Systematik als Mutanten der Schwarzserie, Bee und Be nach Nachtsheim (Ed und Es nach der internationalen Systematik), betrachtet wurden. Analog dazu werden auch rezessive Formen in Form einer Schwarzverminderung (e1,e2,...etc.)

### Red eyed dilution factor (Lutino-Faktor)
Diese Mutation ist erst in neuerer Zeit aufgetreten (laut Regitz 1985 in Dänemark). Tiere mit dieser Mutation zeigen ein recht helles, gelbwildfarbiges Fell, vergleichbar einem hellen Burgunder oder der Grundfarbe des Gelbsilbers. Die Zucht in den skandinavischen Ländern erfolgt in den Farbschlägen „shadow“ (cremegelbe Deckfarbe mit lichtem blau, Unterfarbe und Wildfarbigkeitsabzeichen helles blau) und „lutino“ mit gelber bis oranger Deckfarbe und weißen bis cremefarbigen Bauch und Wildfarbigkeitsabzeichen (zitiert nach Regitz). Regitz gibt als Symbol für den Verdünnungsfaktor beim Kaninchen u (an anderer Stelle lu??) an (Wildtyp dann U bzw. Lu?). Bemerkenswert ist, dass diese Mutante rote Augen, analog einem Albino zeigt, wenn auch nicht komplett pigmentlos. Die Mutation könnte in Kombination mit den bisher bekannten Farballelen die Zucht neuer Fellfarben beim Kaninchen ermöglichen.
Rudolph und Kalinowski zitieren bereits 1982 eine Arbeit von Fox (in Handbook of Genetics, 1975) und führen die (englischen) Symbole Re für normale Farbausbildung und re für Aufhellung und rote Augen an, machen aber keine weiteren Angaben.
Beim Menschen entspricht diese Mutation dem Oculocutanen Albinismus Typ 2 und wird Artübergreifend als Rosa-Augen-Serie bezeichnet.
1960 wurde von einer 1949 erstmals in Bremen beobachteten Mutation berichtet, die rote Augen ohne Aufhellung der Fellfarbe bewirkte und mit ra symbolisiert wurde.

## Haarstruktur
| Merkmal            | Deutsches Symbol | Internationales Symbol |
| ------------------ | ---------------- | ---------------------- |
| Langhaar           |                  |                        |
| Normalhaar         | V                | L                      |
| Langhaar (Angora)  | v                | l                      |
| Kurzhaar           |                  |                        |
| Normalhaar         | Rex              | R1                     |
| Rex-Kurzhaar       | rex              | r1                     |
| Normalhaar         | Dek              | R2                     |
| Deutsch-Kurzhaar   | dek              | r2                     |
| Normalhaar         | Nok              | R3                     |
| Normannen-Kurzhaar | nok              | r3                     |
| Satin (Seidenhaar) |                  |                        |
| Normalhaar         | Sa               | Sa                     |
| Satinhaar          | sa               | sa                     |
| Bartbildung        |                  |                        |
| keine Bartbildung  | ?                | ?                      |
| Bartbildung/Mähne  | ?                | ?                      |

### Langhaarfaktor

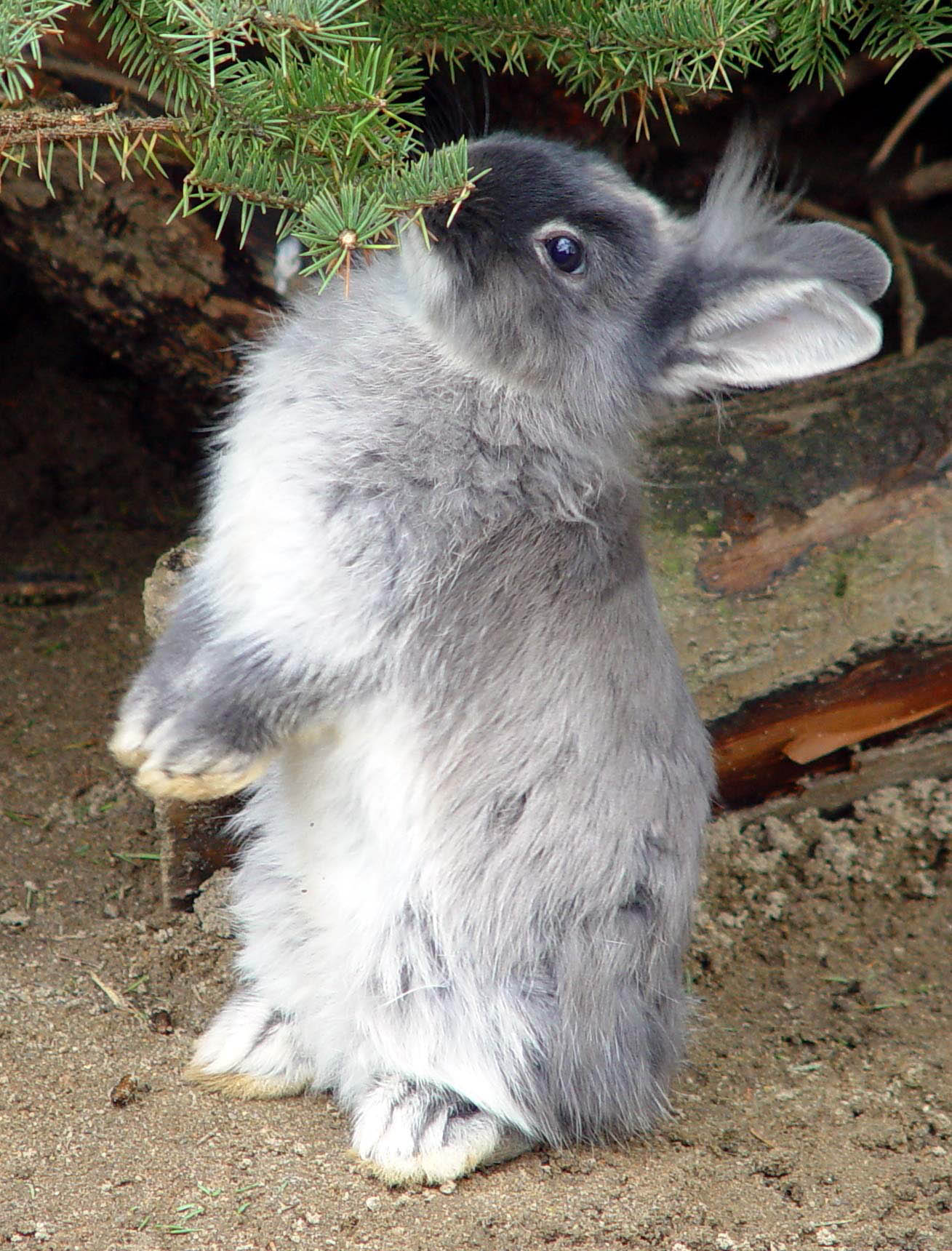
Langhaariges Kaninchen, vermutlich ein Fuchszwerg

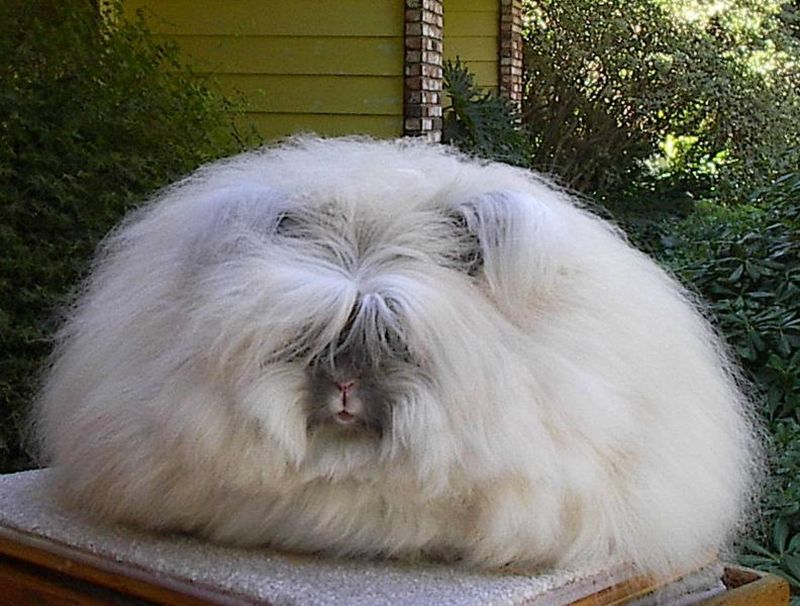
Angorakaninchen

Der Langhaarfaktor, Deutsch V bzw. in der Mutation v (Englisch L bzw. l), tritt beim Angora- und beim Fuchskaninchen (einschließlich der Zwergformen auf). Während das Haar beim Angora ständig nachwächst und geschoren wird, unterliegt das lange Haar des Fuchskaninchens, dem auch der angoratypische Ohrbehang fehlt, dem normalen Fellwechsel und muss nicht geschoren werden. Da bei der Herauszüchtung des Fuchskaninchens Angoras verwendet wurden, wird die Langhaarigkeit der Fuchskaninchen auf denselben Langhaarfaktor wie beim Angora zurückgeführt, was nach Schlohlaut allerdings auch angezweifelt wird.

### Kurzhaarigkeit (Rexe)
Hauptartikel: Rexkaninchen
Es sind (mindestens) drei Genloci bekannt, die beim Kaninchen zur Kurzhaarigkeit (Rex-Fell) führen. Laut Literatur sind diese Tiere phänotypisch nicht zu unterscheiden, führen aber bei Kreuzung untereinander in der F1-Generation zu normalhaariger Nachkommenschaft. Die heute zumindest in Deutschland, laut Sandfort auch in Großbritannien zu findenden Rexkaninchen gehören alle zum Castor-Rex-Typ rex (engl. r1). Allerdings beschreibt Joppich, der die deutschen Kurzhaarkaninchen dek (r2) selbst gezüchtet hat, dass Unterschiede zum französischen Rex insofern bestanden, als dass die Deutsch-Kurzhaar am ganzen Körper persianerartig gelockt war. Die Tiere dieser Linie wurden auch Nachtsheim zur Verfügung gestellt. Die Rasse ist offenbar bereits in den dreißiger Jahren wieder ausgestorben. Joppich erwähnt in diesem Zusammenhang einen Astrex oder Astrachanrex mit ähnlich gekräuselter Haarstruktur. Auch dieser Typ ist offenbar ausgestorben. Zu welchem der drei Kurzhaartypen sie gehörten, oder ob sie eine weitere Mutation darstellten, ist nicht bekannt. Sandford erwähnt diesen Astrex ebenfalls, allerdings auch dort als wahrscheinlich ausgestorben.
Der Normannenrex nok (r3) war in Frankreich als Mutation in Zuchten großer Russenkaninchen hervorgegangen. Obwohl Joppich diese Tiere in Haarstruktur und Gesundheit als den Castor-Rexen und dem Deutschen Kurzhaar für überlegen beschreibt, ist auch diese Rasse offenbar ausgestorben. Vor wenigen Jahren ist eine als Astrex-Kaninchen bezeichnete Rasse in Kanada aufgetaucht, ob diese Tiere mit den ursprünglichen Astrachan-Rexen identisch ist, ist unbekannt.

### Satin
Hauptartikel: Satinkaninchen
Die Satinstruktur des Kaninchenhaares ist eine Mutation des normalen Faktors Sa (engl. ebenfalls Sa) zu sa. Das Haar der Tiere hat eine normale Länge, allerdings eine besonders weiche, seidenartige Struktur (Name), die auch zu einer leicht veränderten Erscheinung der Fellfarbe führt (Weiß wird zu Elfenbein). Das Fellhaar der Satin ist ca. 3,5 cm lang, die Grannen sind fein und überragen das Haar nur wenig. Das Unterhaar ist sehr dünn. Das einzelne Haar ist von einem dünnen, durchsichtigen mit sehr feiner schuppen- oder schindelartiger Oberflächenhäutchen überzogen. Durch die besondere Haarstruktur werden die Fellfarben beim Satinkaninchen besonders deutlich sichtbar.

### Weitere Haarstrukturen beim Kaninchen

#### Bartkaninchen

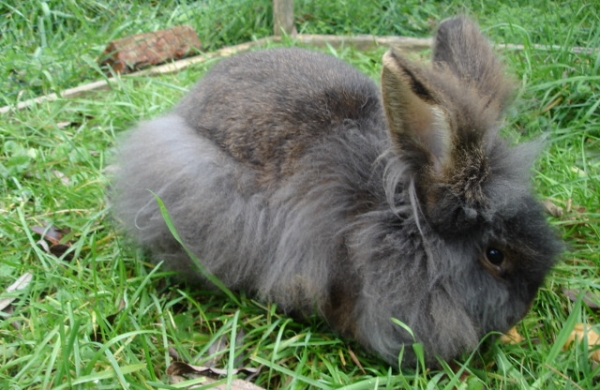
Belgisches Bartkaninchen

Bartkaninchen (genetisch identisch mit Löwenköpfchen?) zeigen eine deutliche Bart oder Mähnenbildung, d. h. die Haare am Kopf und der Unterseite des Rumpfes sind deutlich länger. Vertreter dieses Typs ist das Belgische Bartkaninchen.

#### Opossum
Bei Sandford und Joppich wird das Opossumkaninchen erwähnt. Sandford beschreibt es als Rexkaninchen, dessen ganzer Körper mit gekräuselten, weißgespitzten Haaren bedeckt ist, die rechtwinklig vom Körper abstehen und dem Tier ein wolliges Aussehen geben. Der Autor erwähnt auch, dass der Opossumcharakter rezessiv zum „normalen Rex“ vererbt wird, rex? (r1?).
Das bei Joppich erwähnte Opossumkaninchen ist ebenfalls eine Weiterzüchtung Rex-Kaninchen, hier aus Deutsch-Kurzhaar dek (r2), eine Weiterzucht scheint nicht erfolgt zu sein.
Folgt man der bei Sandford dargestellten Entwicklung des britischen Opossumkaninchens, handelt es sich bei dieser Mutation um eine Kombination eines der Kurzhaarfaktoren mit dem Langhaarfaktor.

## Der Zwergfaktor

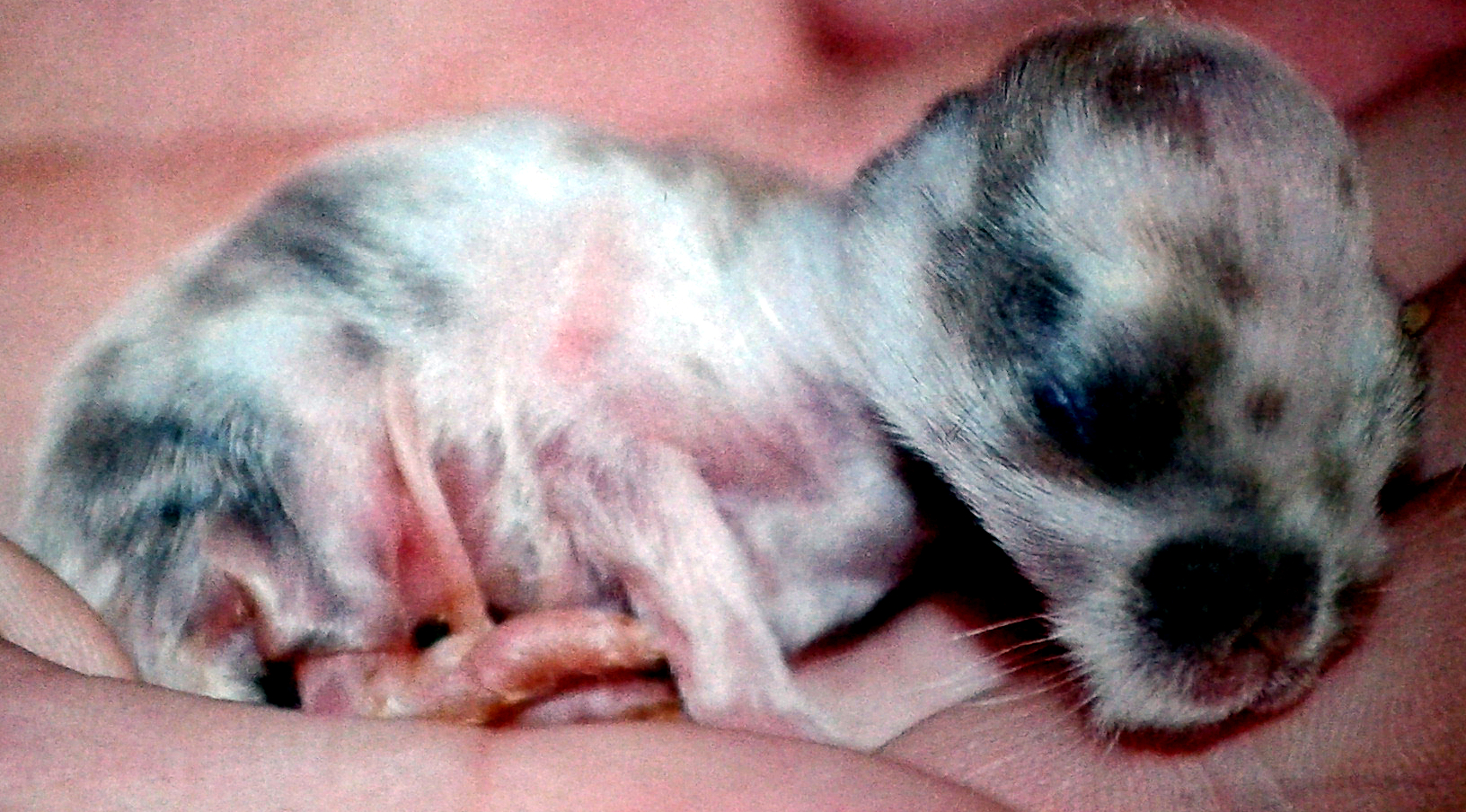
Homozygoter Zwerg aus der Verpaarung zweier Zwergkaninchen (dw/dw; nicht lebensfähig)

Die Erscheinung der bekannten Zwergkaninchen (Hermelin und Farbenzwerge) mit dem gedrungenen Körperbau und den kurzen eng zusammenstehenden, straff aufrechten Ohren wird hervorgerufen vom Zwergfaktor Dw (Wildtyp) bzw. dw in der Mutation, die einen intermediären Erbgang zeigen. Die Typzwerge stellen einen spalterbigen Genotyp (Dw/dw) dar. Die Verpaarung dieser Tiere untereinander ergibt 25 % größere, im Typ nicht dem Hermelinkaninchen entsprechende Kaninchen mit etwas längeren Ohren („untypischer, großer Farbenzwerg“, Dw/Dw), 50 % Typzwerge (Dw/dw) und 25 % reinerbige Tiere vom Typ (dw/dw), die allerdings nicht lebensfähig sind und bereits bei der Geburt ein deutlich geringeres Gewicht aufweisen. Einige Autoren verwenden die Symbolik umgekehrt (Wildtyp dw/Zwergwuchs Dw). Der Zwergfaktor ist somit ein homozygoter Letalfaktor.
Die neben den Farbenzwergen gezüchteten Zwergwidderkaninchen besitzen den Zwergfaktor in seiner mutierten Form nicht.